# Ayoub Abdellaoui
Ayoub Abdellaoui (Reghaïa, 16 de fevereiro de 1993) é um futebolista profissional argelino que atua como defensor, atualmente defende o USM Alger.

## Carreira

### Rio 2016
Ayoub Abdellaoui fez parte do elenco da Seleção Argelina de Futebol nas Olimpíadas de 2016.